# Jim Loscutoff
James Loscutoff Jr., conegut popularment com a Jim Loscutoff (San Francisco, Califòrnia 4 de febrer de 1930―1 de desembre de 2015), va ser un jugador de bàsquet estatunidenc que va jugar durant 9 temporades en la NBA, totes elles en el Boston Celtics, amb els quals va guanyar 7 anells de campió. Amb 1,96 metres d'altura, jugava en la posició d'aler.

## Trajectòria esportiva

### Universitat
Va començar la seva carrera universitària en el Grant Tech Community College d'Oakland, on va passar dos anys abans de ser transferit a la Universitat d'Oregon. Després d'un any amb els Ducks, l'equip universitari, es va incorporar a les Forces armades dels Estats Units, on va passar tres llargs anys abans de tornar de nou a la universitat per acabar la seva carrera amateur. En total va fer una mitjana de 14,9 punts i 14,8 rebots per partit.
Com a homenatge a la seva brillant trajectòria va ser inclòs en el Saló de la Fama de l'Esport d'Oregon.

### Professional

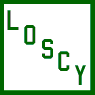
"Nombre retirat" de Loscutoff.

Va ser triat en la tercera posició en el Draft de l'NBA de 1955 per Boston Celtics, on es va incorporar ja amb 25 anys. Va ser triat expressament per l'entrenador Xarxa Auerbach per dotar de més intensitat defensiva al seu equip, que si bé a atac va ser el primer en tenir una mitjana de més de 100 punts en una temporada, la 54-55, tenia a la seva disposició una defensa de les pitjors de la lliga.
Va ser designat "l'home del destral" per la seva intensitat defensiva, i al costat de Bill Russell, un altre excel·lent defensor, van formar part de la grandesa dels Celtics dels anys 60, que van aconseguir 7 títols, 6 d'ells consecutius, amb Loscy en les seves files.
Va acabar la seva carrera en finalitzar la temporada 1963-64, i el club va decidir rendir-li un homenatge retirant la seva samarreta amb el número 18, però ell va demanar que aquest dorsal pogués ser portat per un altre jugador en el futur, per la qual cosa a la part alta del Boston Garden, i avui dia del TD Garden, penja una banderola amb el seu sobrenom, "LOSCY", en lloc del nombre com ocorre amb els altres 22 retirats. Posteriorment aquest dorsal amb el 18 va ser portat per Dave Cowens, en l'honor del qual finalment es va retirar.
En el total de la seva carrera va obtenir una mitjana de 6,2 punts i 5,6 rebots per partit.

#### Equips
- Boston Celtics (1955?1964)

## Vida posterior
Loscutoff va viure entre Florida i Andover, Massachusetts, on la seva família és propietària d'un campament de dia per a nens.